# 2016年夏季奥林匹克运动会中国排球队
2016年夏季奥林匹克运动会中国排球队即中国女子国家排球队，她们取得比赛冠军。
其它排球项目中，中国国家男子排球队未获参赛资格，亦无中国籍男选手获得男子室内排球参赛资格。王凡、岳园组合，则是参加女子室内排球比赛的全部24队选手之一，但王凡、岳园组合止步于1/8决赛。

## 女子排球
中國女排是自1984年參與奧運後第9次出席賽事。 主教练是郎平，参赛选手有： 袁心玥、 朱婷、  杨方旭、  龚翔宇、  魏秋月、  张常宁、  刘晓彤、  徐云丽、  惠若琪(C)、  林莉(L)、丁霞、  颜妮。